# Caledonian (Automarke)
Caledonian war eine britische Automarke.

## Unternehmensgeschichte
Das Unternehmen aus dem Edinburgher Stadtteil Granton begann 1912 mit der Produktion von Automobilen. Der Markenname lautete Caledonian. 1914 endete die Produktion. Es bestand keine Verbindung zur Caledonian Motor Car & Cycle Company aus Aberdeen, die wenige Jahre zuvor Automobile unter dem gleichen Markennamen anbot.

## Fahrzeuge
Bei den Fahrzeugen handelte es sich um Taxis.